# RE/MAX
RE/MAX International est une organisation immobilière. Fondée à Denver au Colorado en 1973, l'entreprise RE/MAX, qui tire son nom de « Real Estate Maximum », est présente dans 100 pays dans le monde, dont les États-Unis, le Canada, et tout le continent américain, ainsi qu'en Europe avec 40 pays représentés, et pour finir en Asie et en Afrique.
Récemment le réseau RE/MAX s'implante en France et en Angleterre mais aussi en Chine ou encore au Japon et en Inde où RE/MAX continue son développement.
L'entreprise se déclare comme étant n°1 des transactions immobilières dans le monde et en Europe,.

## Structure de l'entreprise

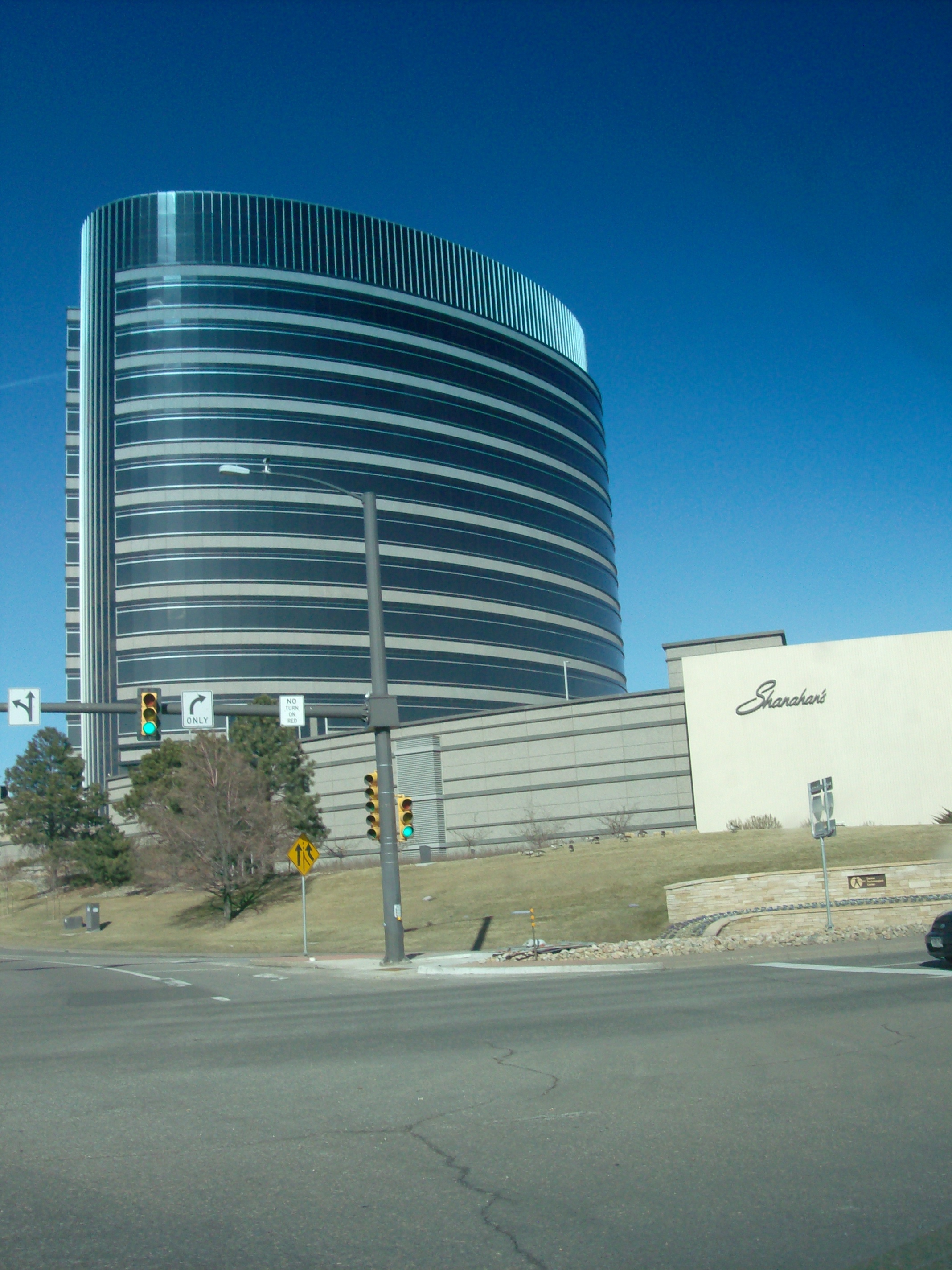
Siège de RE / MAX à Denver

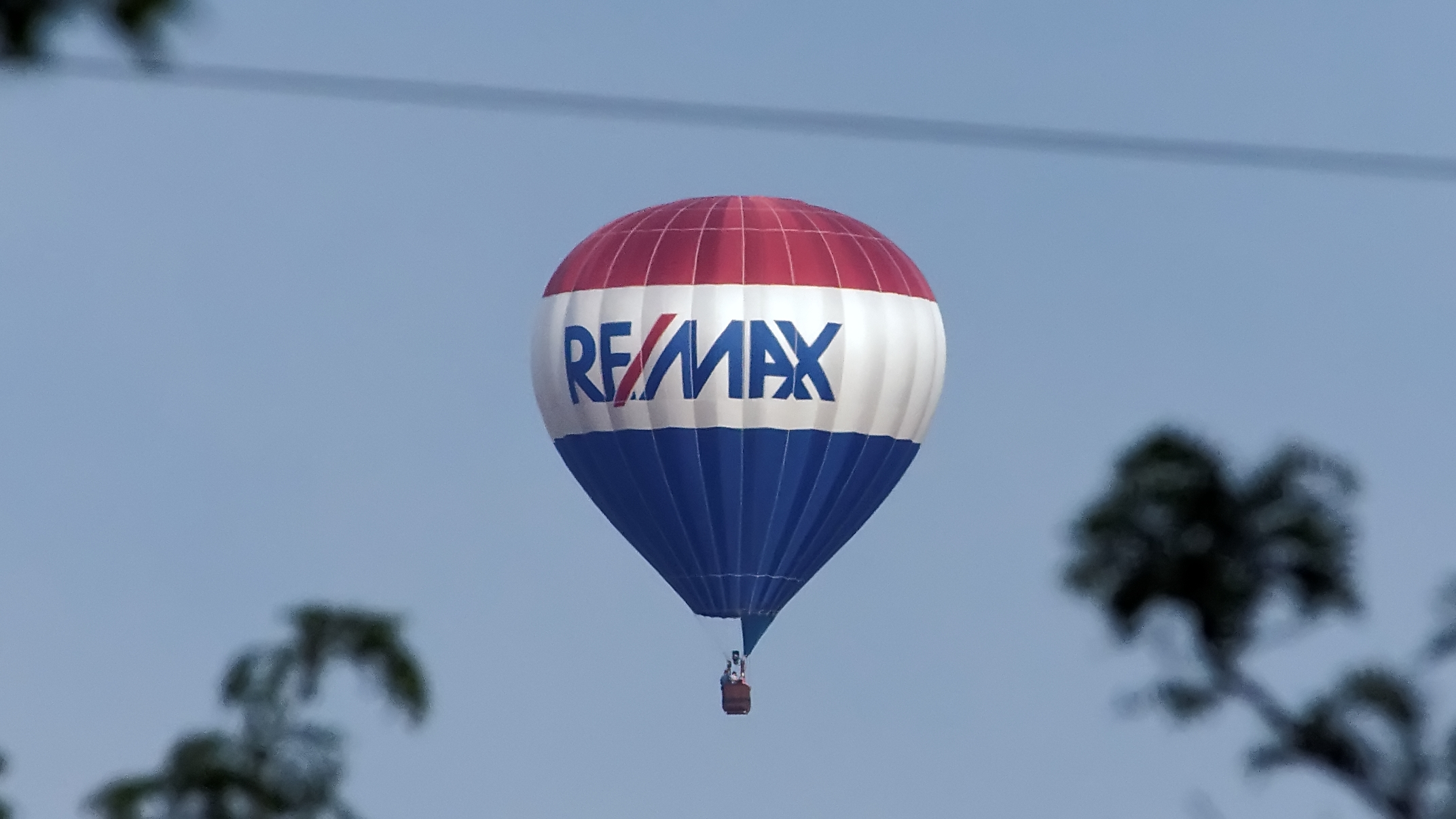
La montgolfière RE/MAX

RE/MAX International supervise un réseau de plus de 135 000 agents/courtiers dans plus de 115 pays et territoires avec plus de 8 000 agences. 
RE/MAX International recueille mensuel et annuel des cotisations de ses agents qui agissent comme entrepreneurs indépendants travaillant sous les courtiers immobiliers/agence immobilière dans de nombreux pays. En retour, l'agence propose à ses courtiers et agents des services, par exemple la formation des agents et la publicité de l'entreprise. Les courtiers ont pleine autonomie pour gérer leur entreprise à leurs besoins régionaux du marché. RE/MAX est constamment classé parmi les meilleurs.
Ses agents opèrent de plus de 8 000 bureaux dans le monde. Le logo de la société est une montgolfière. Les slogans sont « C'est l'expérience », « Personne au monde ne vend plus l'immobilier que RE/MAX » ou encore  « N°1 des transactions immobilières dans le monde et en Europe ».
Les ballons RE/MAX apparaissent parfois dans les festivals de ballons et d'autres événements.
Le groupe Re/Max, a fait des débuts remarqués à la Bourse de New York en octobre 2013. La valeur de son titre (RMAX) a connu une envolée de 23 %. Re/Max veut utiliser les 220 millions de dollars récoltés en bourse pour financer son expansion.
Le réseau RE/MAX est la bannière immobilière qui investit le plus en publicité en Amérique du Nord : plus de 1,5 milliard de dollars par année, dont plus de 10 millions au Québec seulement, pour la télévision, la radio, les journaux, les guides immobiliers, Internet et d’autres outils marketing.
RE/MAX est le partenaire d’Opération Enfant Soleil depuis 1988, organisme qui amasse des fonds pour venir en aide aux enfants malades de la province. Tous les membres du réseau organisent une multitude d’activités leur permettant d’amasser des fonds, tels que des barrages routiers, des défis en vélo, des tournois de golf et des soupers bénéfices.